# Naas, Weiz
Naas là một đô thị thuộc huyện Weiz thuộc bang Steiermark, nước Áo. Đô thị Naas, Weiz có diện tích 20,75 km², dân số thời điểm cuối năm 2005 là 1404 người. Đến năm 2023, dân số tại đây là 1359 người.
Đô thị này có 5 cộng đồng dân cư (katastralgemeinde): Affental, Birchbaum, Dürntal, Gschaid bei Weiz và Naas.
Đô thị Naas nằm bên sông Weizbach. Đặc biệt, tại đây có 2 địa điểm du lịch nổi tiếng là hang động thạch nhũ Grasslhöhle (hang động lâu đời nhất ở Áo) và hang động có nhiều thạch nhũ nhất ở Áo là Katerloch.

## Tham khào
1. ↑  "Naas, Weiz population". ngày 7 tháng 12 năm 2023.
2. ↑  "Naas, Weiz". ngày 7 tháng 12 năm 2023.